# Федір Санґушко
Федір Сангушко (бл. 1500 — 1547) — руський князь, державний та військовий Великого Князівства Литовського. Засновник несухоїзько-локачівської гілки роду князів Сангушків.

## Біографія
Уряди (посади): староста володимирський (1531—1547), згодом вінницький і брацлавський (1544—1547 рр., став перед 13 жовтня), маршалок Волинської землі (1535—1547), староста звенигородський. Боровся проти татар. Записаний у Супрасльському пом'янику (поз. 31, 83).
Під керівництвом маршалка Волинської землі Федора Сангушка у 18 років (1543—1544 рр.) розпочав військову службу Костянтин Василь Острозький.
20 вересня 1545 р. разом з теребовлянським старостою Бернардом Претвичем, черкаським — князем Андрієм Пронським — штурмував Очаків.
Виступав на захист православ'я, був меценатом численних храмів древнього Володимира, Берестя, Києва, Вільнюса, Луцька, фундатором церкви святого Миколая у Милецькому монастирі. Володів селом Карасин, яке придбав у Петра Баєвського.
9 жовтня 1547 написав заповіт, в якому наказав поховати себе в церкві Богородиці Печерської Лаври у Києві. Помер перед 8 січня 1548 р.

## Маєтності
Був єдиним спадкоємцем батька. Завдяки діяльності значно збільшив його спадок. Головні володіння — міста Несухоєжі та Турійськ (Володимирський повіт) з селами, Влодава. Мав процес із родичами щодо Кобринського староства (спадку Анни Костевичової). 1532 купив у Василя Єнковича Обеніж, 1535 р. у Княгининських Холопичах. За посередництвом королеви Бони у 1533 уклали угоду з Василем Сангушком з ковельської гілки; за монастир у Лагодовлі отримав монастир у Мильцях, село Мостичі. Тоді розмежували Мостичі від Лагодовлі. 1533 купив Біличі та закінчив купівлю Кульчина у Вахновичів. Купив: Крухеничі (1533—1535), Голятин (1535), Карасин (1535—1539). У процесах з родичами мав підтримку королеви Бони; з нею уклав угоду про право для затримання належного до Луцького староства Ставрова, в посідання яким увійшов, купивши у неї війтівство 1536 р. За це купив їй Лепешівку (Крем'янецький повіт). 1537 замінив Ставрів на Красів і Мислини (підтвердження короля 1539).
Значну частину володінь складали пущі (наприклад, Задибська), ліси (зокрема, володавський). Важливим джерелом доходів був попіл (поташ), який продавав за посередництвом жидівських купців. Наприклад, 1536 р. уклав контракт з Якубом Шимоновичем з Любліна та Хаїмом з Ленчиці на продаж 200 лаштів попелу, 1539 р. з Рамайлем Мошковичем на 100.

### Сім'я
Дружина — Ганна Деспотівна, донька сербського деспота Йована Бранковича та Єлени Якшич. Повторно вийшла за кременецького старосту князя Миколу Збаразького, померла 1579 р., отримала в заповіті 1/3 маєтностей, була похована в церкві у Мильцях. 
Діти:
- Дмитро;
- Андрій (помер рано, похований у Мильцях);
- Роман;
- Ярослав (†1564) — учасник Лівонської війни, посол на сейм від ВКЛ 1563-4, замордований у 1564 в Яровиці ротмістром Желехом[13];
- Федора — дружина господарського маршалка Петра Загоровського[14], похована в церкві у Мильцях;
- Марина[15] померла дитиною, похована в церкві у Мильцях;
- Богдана — дружина князя Івана Полубинського;
- Ганна — дружина князя Івана Порицького[13];
- Варвара — дружина пінського старости, князя Юрія Збаразького (†1580)[13].